# لانه‌آویز دم‌زرد زیتونی
لانه‌آویز دم‌زرد زیتونی (نام علمی: Psarocolius bifasciatus) نام یک گونه از سرده لانه‌آویز دم‌زرد است.